# Голосков (Ивано-Франковская область)
Голо́сков (укр. Голосків) — село в Отынийской поселковой общине Коломыйского района Ивано-Франковской области Украины.
Население по переписи 2001 года составляло 1373 человека. Занимает площадь 7.69 км². Почтовый индекс — 78231. Телефонный код — 03433.